# Thomas Fuller
Thomas Fuller, (Aldwinkle St Peter's, Northamptonshire, bautizado el 19 junio de 1608 - Covent Garden, Londres, 16 de agosto de 1661) fue un historiador y miembro de la Iglesia de Inglaterra, que llegó al cargo de capellán del Rey de Inglaterra. Además de sus volúmenes de sermones, destacan sus obras sobre la historia de las Cruzadas, Historie of the Holy Warre, (1639), una geografía descriptiva de Palestina, A Pisgah-Sight of Palestine (1650), y sus Worthies of England (Los notables de Inglaterra), de publicación póstuma. También se anotan sus aficiones a la arqueología y la antigüedad.